# Charlie Barnett
Charlie Barnett (23 de septiembre de 1954-16 de marzo de 1996) fue un actor y comediante afroamericano. 
Barnett nació en Bluefield, West Virginia, EE. UU.. Apareció en películas y televisión. En el filme D.C. Cab de 1983, hizo el papel de Tyrone. Recurrentemente hizo el papel de Neville 'Noogie' Lamont en la serie televisiva Miami Vice. Durante los 80 Barnett también actuó en comedias en Nueva York, más notablemente en el Washington Square Park. 
Su última participación en un filme fue en la película They Bite de 1996. Murió ese mismo año de sida. Contrajo el VIH por medio del abuso de heroína.

## Filmografía
- They Bite (1996)
- Mondo New York (1988)
- Nobody's Fool (1986)
- Charlie Barnett's Terms of Enrollment (1986) (TV)
- My Man Adam (1985)
- D.C. Cab (1983)